# Stejnopohlavní manželství na Akrotiri a Dekelii
Stejnopohlavní manželství je legální v zámořským území Spojeného království vojenských základnách Akrotiri a Dekelii od 3. června 2014. Vyhláška povolující taková manželství byla Soukromou radou Spojeného království přijata 28. dubna 2014 a stala se účinnou 3. června. Nicméně, aby na vojenských základnách mohl být pár stejného pohlaví oddán, musí jeden ze snoubenců sloužit v Ozbrojených silách Jeho veličenstva. První homosexuální pár, který využil této možnosti byl seržant Alastair Smith a Aaron Weston. Oba muži byli oddáni na britské vojenské základně Dekelii 10. září 2016.
Civilní homosexuální páry žijící v teritoriu nemají možnost uzavřít sňatek a spadají pod Kypr, který zákon o stejnopohlavním manželství nepřijal. V prosinci 2015 přijal Kypr zákon o registrovaném partnerství pro heterosexuální a homosexuální páry. Od 7. prosince 2005 je na vojenských základnách legální britské registrované partnerství. Pro vstup do něj musí být také jeden z partnerů členem Ozbrojených sil Jeho veličenstva.